# Ergersheim (Francia)
Ergersheim (in alsaziano Arische, in tedesco Ergersheim) è un comune francese di 1 443 abitanti situato nel dipartimento del Basso Reno nella regione del Grand Est.

## Società

### Evoluzione demografica
Abitanti censiti

## Gemellaggi
- Ergersheim